# Lisa Stenberg
Lisa Stenberg, född 1980 i Luleå, är en svensk tonsättare och musiker.
Stenberg, som studerat för professor Jan Sandström vid Musikhögskolan i Piteå, komponerar i huvudsak instrumentell kammarmusik och elektroakustisk musik. Hon har också skrivit musik för dokumentärfilm, teater och modern dans.
I november 2014 invigdes Stenberg ljudinstallation för konstverket Lev! i Umeå, framtaget i samarbete med konstnärs duon FA+.

## Diskografi
- 2018 – Monument (Ambitious Tapes)
- 2025 - Över mitt ögas dag (Irrlicht förlag)